# Mistrzostwa Świata w Biegach Przełajowych 2023
44. Mistrzostwa Świata w Biegach Przełajowych – zawody lekkoatletyczne, organizowane pod auspicjami World Athletics, które odbyły się 18 lutego 2023 roku w Bathurst, w Australii.
W grudniu 2020 roku podjęto decyzję o przesunięciu rozegrania imprezy z 2021 na 2022 rok z powodu pandemii COVID-19 i restrykcjami dotyczącymi podróżowania do Australii (zakaz przyjazdu dla zagranicznych zawodników). W sierpniu 2021 z tego samego powodu postanowiono przełożyć zawody po raz kolejny, tym razem na 2023 rok.

## Rezultaty

### Mężczyźni
|                      | 1. miejsce                                                                      | Rezultat | 2. miejsce                                                                      | Rezultat | 3. miejsce                                                                   | Rezultat |
| Seniorzy             | Jacob Kiplimo                                                                   | 29:17    | Berihu Aregawi                                                                  | 29:26    | Joshua Cheptegei                                                             | 29:37    |
| Seniorzy – Drużynowo | Kenia · Geoffrey Kipsang · Kibiwott Kandie · Daniel Ebenyo · Sabastian Sawe     | 22 pkt.  | Etiopia · Berihu Aregawi · Hailemariyam Amare · Mogos Tuemay · Chimdessa Debele | 33 pkt.  | Uganda · Jacob Kiplimo · Joshua Cheptegei · Rogers Kibet · Martin Kiprotich  | 37 pkt.  |
| Juniorzy             | Ishmael Kipkurui                                                                | 24:29    | Reynold Cheruiyot                                                               | 24:30    | Boki Diriba                                                                  | 24:31    |
| Juniorzy – Drużynowo | Kenia · Ishmael Kipkurui · Reynold Cheruiyot · Dennis Mutuku · Daniel Kinyanjui | 22 pkt.  | Etiopia · Boki Diriba · Bereket Zeleke · Abel Bekele · Bereket Nega             | 23 pkt.  | Stany Zjednoczone · Emilio Young · Marco Langon · Max Sannes · Kole Mathison | 81 pkt.  |

### Kobiety
|                      | 1. miejsce                                                                  | Rezultat | 2. miejsce                                                                    | Rezultat | 3. miejsce                                                                    | Rezultat |
| Seniorki             | Beatrice Chebet                                                             | 33:48    | Tsigie Gebreselama                                                            | 33:56    | Agnes Ngetich                                                                 | 34:00    |
| Seniorki – Drużynowo | Kenia · Beatrice Chebet · Agnes Ngetich · Grace Nawowuna · Edinah Jebitok   | 16 pkt.  | Etiopia · Tsigie Gebreselama · Fotyen Tesfay · Hawi Feysa · Gete Alemayehu    | 25 pkt.  | Uganda · Prisca Chesang · Stella Chesang · Doreen Chesang · Annet Chelangat   | 41 pkt.  |
| Juniorki             | Senayet Getachew                                                            | 20:53    | Medina Eisa                                                                   | 21:00    | Pamela Kosgei                                                                 | 21:01    |
| Juniorki – Drużynowo | Etiopia · Senayet Getachew · Medina Eisa · Lemlem Nibret · Meseret Yeshaneh | 15 pkt.  | Kenia · Pamela Kosgei · Faith Cherotich · Joyline Chepkemoi · Diana Chepkemoi | 22 pkt.  | Stany Zjednoczone · Ellie Shea · Irene Riggs · Karrie Baloga · Zariel Macchia | 54 pkt.  |

### Drużyna mieszana
|                             | 1. miejsce                                                                  | Rezultat | 2. miejsce                                                         | Rezultat | 3. miejsce                                                                 | Rezultat |
| Seniorzy – drużyna mieszana | Kenia · Emmanuel Wanyonyi · Mirriam Cherop · Kyumbe Munguti · Brenda Chebet | 23:14    | Etiopia · Adehena Kasaye · Hawi Abera · Getnet Wale · Birke Haylom | 23:21    | Australia · Oliver Hoare · Jessica Hull · Stewart McSweyn · Abbey Caldwell | 23:26    |

## Tabela medalowa
| Miejsce | Kraj              | Złoto | Srebro | Brąz | Razem |
| 1.      | Kenia             | 6     | 2      | 2    | 10    |
| 2.      | Etiopia           | 2     | 7      | 1    | 10    |
| 3.      | Uganda            | 1     | 0      | 3    | 4     |
| 4.      | Stany Zjednoczone | 0     | 0      | 2    | 2     |
| 5.      | Australia         | 0     | 0      | 1    | 1     |
| Razem   | Razem             | 9     | 9      | 9    | 27    |